# Irina Pantaeva
Irina Pantaeva (Oulan-Oudé, 31 octobre 1967) est une mannequin et actrice russe. 

## Filmographie
- 2001 : Aussi loin que mes pas me portent : Irina
- 1997 : Mortal Kombat : Destruction finale
- 1997 : Testimone a rischio